# Anostomus
Anostomus és un gènere de peixos de la família dels anostòmids i de l'ordre dels caraciformes.

## Taxonomia
- Anostomus anostomus (Linnaeus, 1758)[2]
- Anostomus brevior (Géry, 1961)[3]
- Anostomus gronovii (Schinz, 1822)
- Anostomus intermedius (Winterbottom, 1980)[4]
- Anostomus longus (Géry, 1961)[3]
- Anostomus ternetzi (Fernández-Yépez, 1949)[5]
- Anostomus timbure (Natterer in Kner, 1859)
- Anostomus ucayalensis (Fowler, 1906)[6][7][8][9][10][11][12]